# Андрес Опер
Андрес Опер (на естонски: Andres Oper) е бивш естонски футболист, нападател. Рекордьор по голове за националния отбор на страната си с 38 гола. На клубно ниво е най-известен с изявите си в отборите на Олбор, Торпедо Москва и Рода Керкраде. От 2016 г. е помощник-треньор в националния отбор на страната си.

## Клубна кариера
Дебютира с екипа на Флора Талин през 1994 г. През пролетта на 1996 г. за кратко е пратен под наем в Тервис, където вкарва 3 гола в 9 срещи. След завръщането си във Флора става водещ голмайстор на тима и е с основен принос за спечелването на две шампионски титли, Купата на Естония и Суперкупата на страната. През 1998 г. изкарва проби в Арсенал, на който е фен от дете. Впоследствие обаче преминава в датския Олбор за рекордната тогава сума за естонски футболист от 1 милион долара. Макар че се контузва в дебюта си, скоро естонецът става един от най-важните играчи на тима и записва силни мачове в Евротурнирите, включително Динамо Киев в Шампионската лига. За 4 сезона в Дания записва 117 мача и вкарва 27 гола. Използван е предимно като десен полузащитник, а през сезон 2002/03 е преместен в центъра на нападението.
През юли 2003 г. подписва с Торпедо Москва за 2.5 години. По време на престоя си в Торпедо вкарва малко голове, което самият той обяснява с тежките тренировки. Въпреки това привържениците остават с добри впечатления от играта му. През лятото на 2005 г. е близо до трансфер в английския Съндърланд, но той пропада в последния момент. Впоследствие Опер преминава в холандския Рода Керкраде. Най-добрият сезон на Опер с тима е 2007/08, когато вкарва 11 гола. Рода завършва на 6-о място в Ередивизи и достига финала на Купата. През 2009 г. напуска Рода като свободен агент и подписва с китайския Шанхай Шенхуа. Там обаче не успява да се наложи и остава само 4 месеца. След това играе половин сезон в АДО Ден Хааг.
Приключва кариерат си в Кипър с изяви в АЕК Ларнака и Неа Саламина.

## Национален отбор
Дебютира за националния отбор на Естония едва на 17-годишна възраст. Един от най-запомнящите се му мачове е победата над Русия с 2:1, в който вкарва 2 попадения. Кариерата на Опер в националния отбор е най-продължителна в историята на Естония – почти 18 години. Със 133 мача е на трето място по най-много изиграни двубой и е водещ голмайстор с 38 гола.

## Успехи
- Шампион на Естония – 1994/95, 1997/98, 1998
- Купа на Естония – 1995, 1998
- Суперкупа на Естония – 1998
- Футболист на годината в Естония – 1999, 2002, 2005